# Sterculia tavia
Sterculia tavia är en malvaväxtart som beskrevs av Henri Ernest Baillon. Sterculia tavia ingår i släktet Sterculia och familjen malvaväxter. Inga underarter finns listade i Catalogue of Life.